# Sferoid
Sferoid je ploskev drugega reda, ki se jo dobi z vrtenjem elipse okrog ene izmed njenih glavnih (velika in mala os) osi. Pri takem vrtenju elipse lahko nastanejo tri različne površine:
- podolgovati sferoid, če se vrti elipso okrog njene daljše osi
- sploščeni sferoid, če se vrti elipso okrog njene krajše osi
- sfera, če se vrti namesto elipse krožnico (elipsa z enakima osema)

Sferoid se lahko definira tudi kot posebno obliko elipsoida, ki ima dve ekvatorialni polosi enaki (lahko tudi vse tri). Splošna oblika enačbe elipsoida v kartezičnem koordinatnem sistemu je:
{\displaystyle {x^{2} \over a^{2}}+{y^{2} \over b^{2}}+{z^{2} \over c^{2}}=1\!\,.}
Sferoid se dobi, če sta dve ekvatorialni osi enaki: na primer ax = ay = a. Takšen elipsoid je potem določen z enačbo:
{\displaystyle {\frac {x^{2}}{{a_{x}}^{2}}}+{\frac {y^{2}}{{a_{y}}^{2}}}+{\frac {z^{2}}{b^{2}}}={\frac {x^{2}+y^{2}}{a^{2}}}+{\frac {z^{2}}{b^{2}}}=1\!\,.}
Kadar so enake vse tri osi, se dobi sfero.
Zaradi nedosledneosti pri izražanju se izraz sferoid uporablja tudi za geometrijsko telo, ki ga omejuje zgoraj opisana ploskev. To telo je množica točk, za katere velja:
{\displaystyle {x^{2} \over a^{2}}+{y^{2} \over b^{2}}+{z^{2} \over c^{2}}\leqslant 1\!\,.}

## Površina
Za sploščeni sferoid se površino izračuna na naslednji način:
{\displaystyle P=2\pi a\left(a+{\frac {b^{2}}{\sqrt {a^{2}-b^{2}}}}\ln \left({\frac {a+{\sqrt {a^{2}-b^{2}}}}{b}}\right)\right)\!\,}
ali:
{\displaystyle P=\pi \left(2a^{2}+{\frac {b^{2}}{e}}\ln \left({\frac {1+e}{1-e}}\right)\right)\!\,.}
Za podolgovati sferoid se površino izračuna po obrazcu :
{\displaystyle P=2\pi a\left(a+{\frac {b^{2}}{\sqrt {b^{2}-a^{2}}}}\arcsin \left({\frac {\sqrt {b^{2}-a^{2}}}{b}}\right)\right)\!\,}
ali:
{\displaystyle P=2\pi b(b+a{\frac {\arcsin e}{e}})\!\,,}
kjer je e numerična izsrednost elipse:
{\displaystyle e={\sqrt {1-(b^{2}/a^{2})}}\!\,.}

## Prostornina
Prostornina sploščenega sferoida (telesa) je:
{\displaystyle V={\frac {4}{3}}\pi a^{2}b\!\,.}
Prostornina podolgovatega sferoida je:
{\displaystyle V={\frac {4}{3}}\pi ab^{2}\!\,.}
Prehod na prostornino krogle je zelo enostaven (a = b):
{\displaystyle V={\frac {4}{3}}\pi a^{3}\!\,.}